# 章曠
章曠（1611年—1647年），字於野，號峨山，直隸松江府華亭縣人，匠籍，明朝、南明政治人物。

## 生平
天生歪頭，臉上有巨痣。崇禎九年（1636年）丙子科應天鄉試第一名舉人（解元），十年（1637年）丁丑科二甲第三十九名進士。兵部觀政，授沔陽州知州，十五年（1642年）任湖廣鄉試同考官，十六年（1643年）李自成部將郝搖旗攻陷沔陽州城，章曠逃走，十七年（1644年）獲湖廣巡撫何騰蛟起為湖廣按察司僉事、兵備荊西，駐永州府。章曠有智略，時人稱“不怕死的章北院”。
隆武元年（1645年）起為都察院右僉都御史，隆武二年（1646年）九月升兵部右侍郎。永曆元年（1647年）三月中旬，章曠逃至衡山縣，在趙印選、胡一青的保護下逃至衡陽縣，四月十四日衡陽城失陷，章曠守祁陽縣，與何騰蛟再逃到東安縣，同年八月初八日在東安縣白牙市病亡，葬於東安縣石期站。永曆二年（1648年）贈太子太保，諡文毅。

## 著作
著有《楚事紀略》、《章文毅公詩稿》。

## 家族
曾祖章雲鳳；祖父章憲文，工部主事；父章台垣，廩生。兄章簡。